# Nomada frankei
Nomada frankei är en biart som beskrevs av Cockerell 1929. Nomada frankei ingår i släktet gökbin, och familjen långtungebin. Inga underarter finns listade i Catalogue of Life.